# Wapen van Bussum
Het wapen van Bussum werd op 24 december 1896 aan de Noord-Hollandse gemeente Bussum toegekend. Bussum had evenals Hilversum een grote boekweitteelt, en het wapen is daarom mogelijk gebaseerd op het wapen van Hilversum. Omdat er geen oudere wapens van Bussum bekend zijn, en de gemeente bij het ontstaan van het Koninkrijk der Nederlanden geen wapen heeft aangevraagd, is het uitgevoerd in de rijkskleuren. Burgemeester Reinier van Suchtelen van de Haare heeft om het wapen verzocht.
Op 1 januari 2016 is de gemeente Bussum samengegaan met de gemeenten Muiden en Naarden in een nieuwe gemeente Gooise Meren. Het wapen is hierdoor komen te vervallen. In het najaar van 2016 heeft de gemeenteraad besloten het oude wapen te laten gebruiken als dorpswapen. Elementen van het wapen zijn tevens overgenomen in het Wapen van Gooise Meren.

## Blazoenering
De blazoenering van het wapen luidt als volgt:
In azuur 5 schuinkruiselings gerangschikte boekweitkorrels van goud, waarvan de 4 in de schildhoeken geplaatste met de uiteinden naar het schildhart, de eene in het hart geplaatste met het uiteinde naar de schildpunt gericht.
De vijf gouden korrels staan schuinkruislings op het schild, wat wil zeggen dat in de vier hoeken een korrel staat en in het hart van het schild de vijfde. Deze vijfde korrel staat met de punt naar beneden, terwijl de andere vier met de punten naar het hart van het schild gekeerd staan.

## Trivia

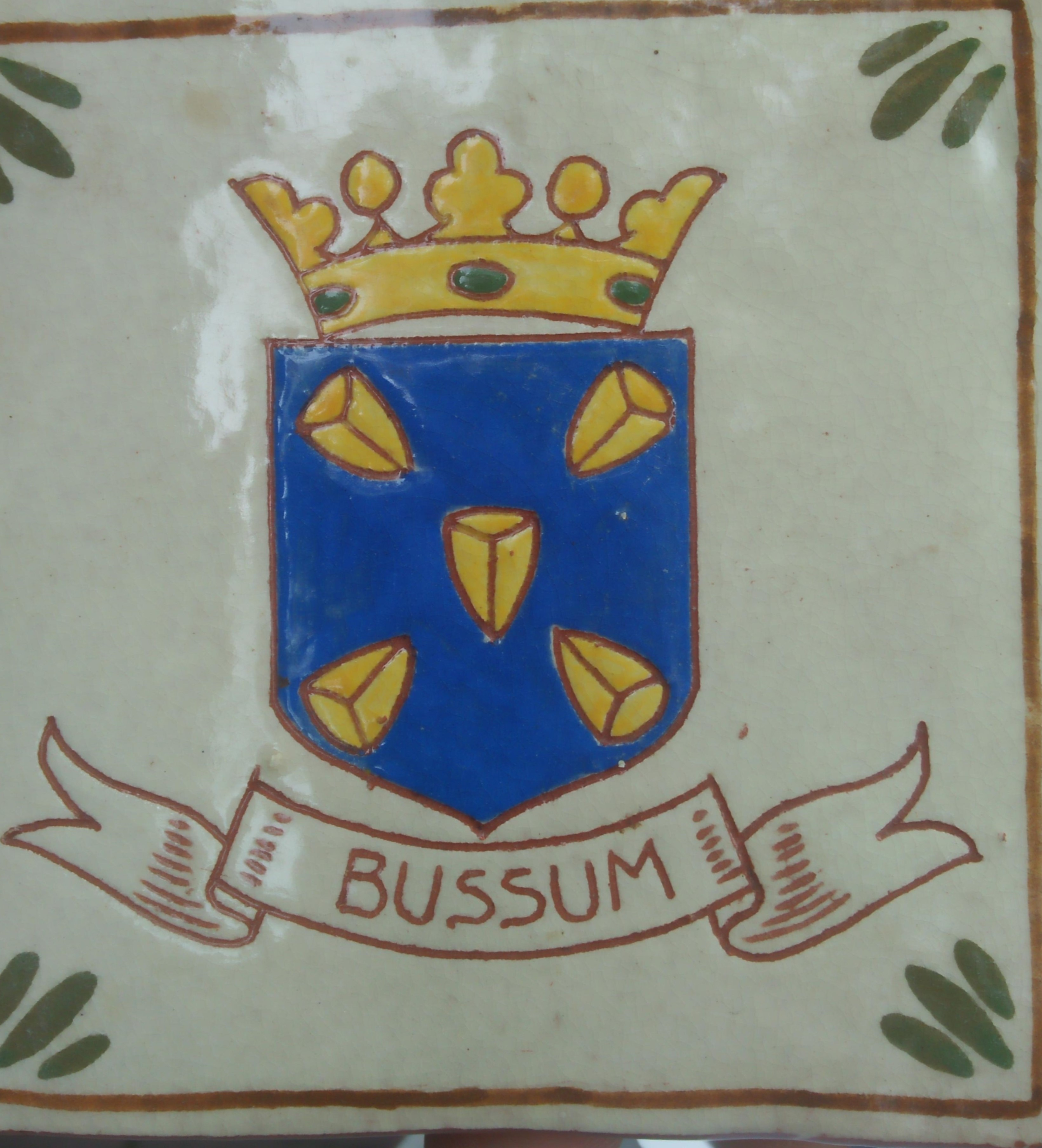
Het wapen met een burgerkroon.

- Het wapen met een burgerkroon. In 1938 werd een gemeentelijke vlag vastgesteld waarin het wapen met een burgerkroon op het schild werd afgebeeld.[3]

Abbekerk
· Akersloot
· Andijk
· Ankeveen
· Anna Paulowna
· Assendelft
· Avenhorn
· Barsingerhorn
· Beemster
· Beets
· Bennebroek
· Berkenrode
· Berkhout
· Bijlmermeer
· Blokker
· Bovenkarspel
· Broek in Waterland
· Broek op Langedijk
· Buiksloot
· Bussum
· Callantsoog
· De Rijp
· Egmond
· Egmond aan Zee
· Egmond-Binnen
· Graft
·  Graft-De Rijp
· 's-Graveland
· Groet
· Grootebroek
· Grosthuizen
· Haarlemmerliede
· Haarlemmerliede en Spaarnwoude
· Harenkarspel
· Heerhugowaard
· Hensbroek
· Hoogkarspel
· Hoogwoud
· Ilpendam
· Jisp
· Kalslagen
· Katwoude
· Koedijk
· Koog aan de Zaan
· Kortenhoef
· Krommenie
· Kwadijk
· Langedijk
· Leimuiden
· Limmen
· Marken
· Middelie
· Midwoud
· Monnickendam
· Muiden
· Naarden
· Nederhorst den Berg
· Nibbixwoud
· Niedorp
· Nieuwe Niedorp
· Nieuwendam
· Nieuwer-Amstel
· Noord-Scharwoude
· Noorder-Koggenland
· Obdam
· Oosthuizen
· Opperdoes
· Oterleek
· Oude Niedorp
· Oudendijk
· Oudkarspel
· Oudorp
· Petten
· Ransdorp
· Schardam
· Scharwoude
· Schellingwoude
· Schellinkhout
· Schermer
· Schermerhorn
· Schoorl
· Schoten
· Sijbekarspel
· Sint Maarten
· Sint Pancras
· Sloten
· Spaarndam
· Spaarnwoude
· Spanbroek
· Twisk
· Urk
· Ursem
· Veenhuizen
· Venhuizen
· Warder
· Warmenhuizen
· Waverveen
· Weesp
· Weesperkarspel
· Wervershoof
· Wester-Koggenland
· Westwoud
· Westzaan
· Wieringen
· Wieringermeer
· Wieringerwaard
· Wijdenes
. Wijdewormer
. Wijk aan Zee en Duin
· Wimmenum
· Winkel
· Wognum
· Wormer
· Wormerveer
· Zaandam
· Zaandijk
· Zeevang
· Zijpe
· Zuid-Scharwoude
· Zuid- en Noord-Schermer
· Zwaag

Dorpswapens:
Hauwert
· Volendam
· Zwaagdijk-West